# Umuchu
Umuchu est l'une des plus grandes villes de la région de l'administration locale de l'État d'Anambra, au Nigeria. 

## Localisation
Umuchu se trouve près de la frontière entre les États d'Anambra et d'Imo. Il est relié par la route à Umunze à l'est et Igbo-Ukwu au nord-ouest. C'est le foyer du peuple igbo, et Umuchu est aussi le nom du dialecte local de la langue igbo,.

## Lieux et bâtiments remarquables
Umuchu comporte plusieurs édifices religieux, tels que l'église catholique St Mathew, l'église anglicane St Thomas, l'église anglicet quelques autres hôtels. La ville abrite également la Haute Cour d'Umuchu.

## Personnalités notables
- Son Altesse Royale Godson Ezechukwu, Chef suprême d'Umuchu.
- Nelly Uchendu (1950-2005), chanteuse et compositrice.